# A. P. Venkateswaran
A. P. Venkateswaran (Ayilam Panchapakesa Venkateswaran Ayyar; * 2. August 1930 in Brahmapur, Orissa; † 2. September 2014 in Bangalore) war ein indischer Diplomat.

## Leben
Venkateswaran war der Sohn von Vedanayaki Ammal und A. S. Panchapakesa Ayyar (1899–1963). Er besuchte das Madras Christian College. Er heiratete Usha, sie haben eine Tochter. Venkateswaran ist Master of Science, Master der Wirtschaftswissenschaft und Master der Politikwissenschaft. Er trat am 2. April 1952 in den auswärtigen Dienst. Von 1952 bis 1953 studierte er in Oxford internationale Rechtswissenschaft. Von 1953 bis 1954 studierte er an der UCL School of Slavonic and East European Studies in London. Von 1955 bis 1957 wurde er in der Gesandtschaft in Prag beschäftigt. Von 1957 bis 1959 war er Konsul in New York. Von 1959 bis 1962 war er Gesandtschaftssekretär erster Klasse in Addis Abeba. Von 1962 bis 1964 war er Stellvertretender Secretary of External affairs Government of India (Stellvertreter des Staatssekretärs im Außenministerium). Von 1964 bis 1967 war er Gesandtschaftssekretär erster Klasse und Gesandtschaftsrat zweiter Klasse in Moskau. Von 1967 bis 1969 war er Gesandtschaftsrat in Bonn. Von 1969 bis 1971 war er Hochkommissar (Commonwealth) in Suva. Von 1974 bis 1975 war er Fellow des Center for Industrial Affairs der Harvard University. Von August 1975 bis 1977 war er Gesandter in Washington, D.C. Von 1975 bis 1977 war er Botschafter in Damaskus. Von Mai 1980 bis August 1982 vertrat er die indische Regierung beim Büro der Vereinten Nationen in Genf. Ab 5. Oktober 1982 war er Botschafter in Peking. Von 1. April 1986 bis 20. Januar 1987 war er Staatssekretär im Außenministerium. Rajiv Gandhi stellte ihn auf einer Pressekonferenz bloß und entließ ihn umgehend.